# 李烛尘
李烛尘（1882年9月16日—1968年10月7日），名华榗，字竹承，1918年入久大後改字燭塵，以字行，湖南永顺人，中国近代实业家，天津永利碱厂、黄海化学工业研究社的创始人之一，中华人民共和国政治人物，原副国级领导人。民國37年（1948年）在工礦北區當選第一屆立法委員，中华人民共和国成立后，曾先后担任天津市工商业联合会主任委员，中华全国工商业联合会执委会副主任委员，中国国际贸易促进委员会委员，全国政协副主席等职务。

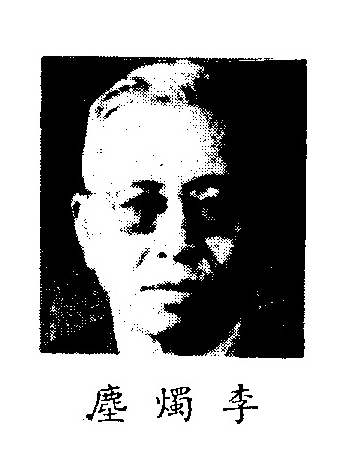
制憲國民大會代表

## 生平
李烛尘是湖南永顺县茅壩村人。清末竞举，十九岁考中秀才，后考取常德西路优级师范学堂。期间，参加湘江学会，与林伯渠为挚友。清宣统元年（1909年）毕业后即离湘外游，先后到天津、上海、北京等地游离，目睹列强侵凌中华清廷腐败，曾写下诗句：
|  | 夷夏藩篱洞门户，美欧侵略亘朝昏；神州无限伤心事，总觉重洋是祸根。 |

辛亥革命后，李烛尘于1912年考取公费赴日本东京工业学校（今东京工业大学）攻读电气化学专业。1918年李烛尘毕业回到中国，任湖南永靖会馆候职。闲时将回国途中考察盐碱工业情况撰写文章，投《盐政杂志》，受到主编景韬白的赞赏，随即邀见，并推荐给范旭东，入久大精盐公司任技师。1919年去四川自流井实地考察井盐资源，为久大后来在川开拓盐业打下基础。1920年李烛尘被调入永利碱厂任职，并赴内蒙古伊克昭盟等地考察天然碱。回厂后，与范旭东商议设立化学工业研究机构，以扩大化工事业，遂于1922年8月创办“黄海化学工业研究社”。
1945年12月，李烛尘与黄炎培、胡厥文等人发起组织中国民主建国会。1949年10月1日，在北京天安门城楼出席中华人民共和国开国大典。1950年，李烛尘以“永、久、黄”团体负责人的身份，并代表公司和董事会向中央财经委员会申请公私合营，1952年正式定名为公私合营久大永利化学工业公司。
1968年10月7日上午9时40分，在北大医院病逝。

## 影视形象
2011年，中国大陆上映的电视剧《煮海》，纪念辛亥革命百年以及实业家范旭东、侯德榜和李烛尘等人创办久大精盐、永利碱厂和黄海化学工业研究社为代表的中国民族化工业。